# Воронцов, Александр Романович
Граф Алекса́ндр Рома́нович Воронцо́в (4 [15] сентября 1741, Санкт-Петербург — 3 [15] декабря 1805, усадьба Андреевское, Владимирская губерния) — русский государственный деятель и дипломат из рода Воронцовых, сенатор (1779), канцлер Российской империи (1802–1805). Сын генерал-аншефа графа Р. И. Воронцова; брат известной княгини Е. Р. Дашковой, графини Е. Р. Воронцовой и дипломата графа С. Р. Воронцова.

## Биография
Александр Романович Воронцов родился в 1741 году; службу начал 15-ти лет в Измайловском полку. В 1756 году перевёл «Микромегас» и «Мемнон» Вольтера («Ежемесячных сочинения» 1756 г., т. III, кн. 1 и 4.) Весной 1758 года совершил поездку по Европе с посещением Восточной Пруссии, занятую русскими войсками в ходе Семилетней войны. Останавливался «на три дня в Мемеле, две недели провёл в Кёнигсберге, откуда направился в Варшаву, затем продолжил путешествие по Австрии и другим европейским странам». В 1759 году М. И. Воронцов, принимавший большое участие в судьбе своих племянников, отправил его в страсбургское военное училище; после того он побывал в Париже и Мадриде и составил для дяди описание испанского управления. Возвратясь в Россию (1761), он вскоре был назначен поверенным в делах в Вене, а с воцарением Петра III был отправлен полномочным министром в Англию, где оставался недолго.
При Екатерине II он был сенатором (с 1779 года), президентом коммерц-коллегии (с 1773 года), но стоял в отдалении от двора. С 1787 года — член Совета при высочайшем дворе. Вскоре после заключения Ясского мира (1791) Александр Романович должен был подать в отставку (1794) и оставался вдали от дел до воцарения Александра I, который в 1802 году назначил его государственным канцлером и главой Комиссии по составлению законов. Вместе с А. Н. Радищевым подготовил проект первой российской конституции — «Всемилостивейшую жалованную грамоту». 2 мая 1801 года был награждён орденом Св. Андрея Первозванного.
Первые года правления Александра — время торжества для Воронцовых; господство Наполеона вызвало разрыв с системой Н. П. Панина, искавшего союза с Францией и Пруссией, и требовало сближения с Англией и Австрией. В Лондоне находился его брат Семён Романович, англоман, уважаемый тамошними государственными деятелями; а союз с Австрией возвращал его к системе Петра I[кого?], как бы унаследованной от дяди, Михаила Илларионовича. Выставляя во всех своих докладах императору, в течение 1802—04 гг., важность и значение союза с Австрией и особенно с Англией и указывая на значительный вред от наполеоновских «перековеркиваний», на необходимость совместных вооружённых действий против него, Александр Романович много способствовал разрыву с Наполеоном в 1803 году.
В последней четверти XVIII — начале XIX вв. владел усадьбой «Андреевское» Владимирской губернии, которая при нём достигла своего расцвета. Также ему была подарена отцом деревня Мурино Санкт-Петербургской губернии, который имел в ней водочный завод. Воронцов сделал Муринское имение своей летней резиденцией, превосходно обустраивает, и основывает вокруг несколько деревень: Сторожню и Лаврики, Рыбачье, и Гражданку, развившуюся в современную часть Петербурга.

## Награды
- Орден Святого Александра Невского (21.04.1781)
- Табакерка с вензелем Её Императорского Величества (1782)
- Орден Святого Владимира 1-й степени (24.11.1782)
- Бриллиантовые знаки к ордену Святого Александра Невского (28.06.1786)
- Табакерка с алмазами и портретом Её Императорского Величества (1790)
- Бриллиантовый перстень (1791)
- Орден Святого Андрея Первозванного (02.05.1801)

Иностранные:
- Портрет с алмазами Его Королевского Величества и 40 тыс. франков (1786)